# Криминализация на хомосексуалността
В различни региони на света някои или всички сексуални актове между мъже и понякога, по-рядко, и между жени, са разглеждани като престъпления. Обикновено подобни закони не биват упражнявани по отношение на еднополови сексуални действия по взаимно съгласие, но все пак водят до полицейски тормоз, стигма и насилие срещу гей и бисексуални хора. Други последици от тези закони са неща като изострянето на епидемията от ХИВ/СПИН поради криминализацията на мъжете, които правят секс с мъже, което ги прави по-малко вероятно да търсят превантивни мерки или лечение за ХИВ инфекция. 
Криминализацията на хомосексуалността често бива обосновавана, използвайки научно опроверганата идея, че хомосексуалността може да бъде „предадена“ от човек на човек, или от обществена погнуса към отношения между еднополови двойки, която в много случаи произлиза от осъждането на тези отношения от авраамическите религии (юдаизъм, християнство, ислям). По време на Просвещението в Европа започват да се появяват критики срещу криминализацията на хомосексуалността. Някои от първите критики включват следните доводи: че упражняването на закона е непрактично, че законът води до прекомерно нахлуване на държавата в личния живот и че криминализацията не е ефективен начин за намаляване на проявите на хомосексуалност. Критики от по-късни години също включват доводите, че хомосексуалността е заболяване, а не престъпление, че криминализацията нарушава човешките права на „хомосексуалистите“ и че еднополовите интимни отношения не са неморални.
В много страни криминализирането на хомосексуалността произтича от правни кодекси, наследени от Британската империя. Френската колониална империя не криминализира хомосексуалността, тъй като това е преустановено във Франция по време на Френската революция, за да се премахне религиозното влияние от наказателния кодекс. В други страни криминализирането на хомосексуализма се основава на шариата. В западния свят голяма вълна на декриминализация започва след Втората световна война. Тя се разпространява в световен мащаб и достига своя връх през 90-те години. През 21. век много африкански страни увеличават прилагането на законите против хомосексуалността на базата на политизация и погрешното убеждение, че хомосексуалността е внос от западния свят. Към 2023 г. хомосексуалността е наказуема де юре в 62 държави членки на ООН и де факто в други две; в най-малко седем от тях съществува смъртно наказание за хомосексуалност.

## История

### В древността и ранното съвремие
В асирийското право се споменава, че еднополовите интимни отношения подлежат на наказание, но не е ясно дали става дума за отношения по взаимно съгласие или само за такива без. Първия римски закон, който споменава еднополови връзки, е Lex Scantinia. Оригиналният текст на закона вече не съществува, но е вероятно, че на римските граждани им е било забранено да изпълняват пасивната роля при еднополови отношения. След приемането на християнството, римското общество става все по-отрицателно настроено към хомосексуалността. Прев 6. век Византийският император Юстиниян прокарва още закони срещу еднополовите връзки, наричайки тези отношения “обратни на природата“. Според Сиро-римският съдебен кодекс, чието влияние над правото в Близкия Изток и особено в Ливан е значително, присъдата за хомосексуалността е смъртно наказание. Някои от Османските наказателни кодекси налат глоби за содомия, а други не споменават въпроса въобще. В централно Мексико през 15. век, наказанието за хомосексуална дейност между мъже е изкормване или задушаване с гореща пепел.
През късното средновековие на много места в Европа се налагат забрани срещу содомията. Прилагането на закона също е засилено, като в някои градове се появяват и “отряди по пороците“. В някои случаи на содомията се реагира с разследване и изобличаване, в други - с глоби, а при трети с изгарянето на осъдените на клада, както и запалването на мястото, където дейността е била извършена. Смъртното наказание често е присъда за содомия в Европа между 16. и 18. век. Не е сигурно колко строго е изпълнявано като присъда, като според някои теории приложението му е било свързано с епизоди на морална паника, при които хомосексуалните хора са ползвани за изкупителна жертва. Английският монарх Хенри VIII кодифицира забраната на хомосексуалността в Англия като закон чрез закон на име "Buggery Act 1533" (в превод: “Закон за содомията от 1533“). Действието е опит за надмощие в религиозните конфликти по време на Английската реформация. Този закон се основава на религиозната забрана на содомията, спомената в книгата на Левит, и присъжда смъртното наказание за содомия.

### Влиянието на колонизацията и империализма
В днешно време в много страни криминализирането на хомосексуалността произтича от правни кодекси, наследени от Британската империя. Индийският наказателен кодекс и неговият Член 377 са приложени в няколко британски колонии в Азия, Африка и Океания. Наказателният код на Робърт Самюъл Райт е създаден за Ямайка и също така приет в Хондурас, Тобаго, Сейнт Лусия и Златния бряг. В Канада е приет наказателният кодекс на Стивън, който също така криминализира и всякакъв вид еднополова интимност. Същият кодекс, леко променен, е приет в Нова Зеландия. Кодексът на Самюъл Грифит е приет в Австралия и няколко други държави от Общността на нациите, включително Науру, Нигерия, Кения, Танзания, Папуа Нова Гвинея, Занзибар, Уганда и Израел. Веднъж приети, законите срещу хомосексуалността често продължават да съществуват заради бюрократична инерция и включването им в следколониални наказателни кодекси. Някои страни приемат закони срещу хомосексуалността, вдъхновени от британските по неформален път, а други бивши британски колонии криминализират хомосексуалността под влиянието на шариата. Китай и Япония, които преди това не са криминализирали хомосексуалността, налагат закони срещу нея през 19. век по западен образ.
По време на Френската Революция през 1791 г. Учредителното събрание премахва закона срещу хомосексуалността във връзка с приемането на нов наказателен кодекс без влиянието на Християнството. Въпреки че Събранието не споменава хомосексуалността директно, тя е законна в страната оттогава. Преди това е била наказуема с екзекуция чрез изгаряне, въпреки че това е рядко прилагано в действителност. Законът, наказващ содомията, е премахнат чрез наказателния кодекс, приет през 1810 г. В много страни завоеванията на Наполеон и приемането на континенталната правна система водят до декриминализацията на хомосексуалността, а в други - до смяната на смъртното наказание със затвор. Вследствие на военна окупация или по подражание на френския наказателен кодекс, скандинавските държави, Нидерландия, Португалия, Белгия, Япония и териториите и колониите на тези страни, включително голяма част от Латинска Америка, декриминализират хомосексуалността. Закони срещу хомосексуалността са по-рядко срещани у бивши хренски колонии, отколкото у бивши британски. Смята се, че хомосексуалността е декриминализирана в Османската империя през 1858 г. с приемането на наказателен кодекс по френски образ.
Обединението на Германия през 1871 г. обръща някои от напредъците на Наполеонските завоевания, тъй като Германия приема пруския наказателен кодекс и отново криминализира хомосексуалността в някои райони. Забраната срещу хомосексуалността не е изпълнявана често в действителност до 1933 г. От 1933 до 1945 г. в нацистка Германия около 57 000 мъже са осъдени за нарушение на Параграф 175, който забранява сексуалните отношения между мъже. Никога до този момент или след него не се е случвало толкова много хомосексуални мъже да бъдат осъдени за толкова кратко време. Хиляди от тях са затворени и убити в нацистките концетрационни лагери. В Западна Германия подобен брой мъже са осъдени според същия закон до 1969 г., когато хомосексуалността е частично декриминализирана.
В Руската империя хомосексуалността е забранена със закон през 1835 г. и декриминализирана през 1917 г. в резултат на Руската Революция. По незнайни причини забраната е върната през 1934 г. с по-строго наказание от преди.

### Постепенна декриминализация след Втората световна война
За няколко десетилетия след края на Втората световна война законите против хомосексуалността биват прилагани с по-голяма честота в Западна Европа и САЩ. През 50-те и 60-те на много места хомосексуалността е узаконена, но с по-висока минимална възраст на сексуално съгласие, отколкото при хетеросексуални отношения. Този модел е препоръчан от различни международни организации с идеята, че би предотвратил младите мъже да станат хомосексуални. На места, като например във Великобритания (1967), Канада (1969) и Западна Германия (1969), е въведена частична декриминализация на хомосексуалността, а на други, като например Белгия през 1965 г., тепърва влизат в действие закони против еднополовите отношения.
През късния 20. и началото на 21. век се наблюдава вълна от декриминализация на хомосексуалността. 90% от тези промени между 1945 и 2005 г. са въведени чрез либерализация или пълна отмяна на забраната. 80% от премахването на забраните между 1972 и 2002 г. са чрез законодателство, а останалите - при отсъждане, че забраната е неконституционна. Декриминализацията започва в Европа и Америките и се разпространява в световен план през 80-те. Скоростта и достига върха си през 90-те. След разпадането на Съветския съюз много от бившите съветски държави декриминализират хомосексуалността, но някои в Централна Азия запазват законите против нея. В Китай хомосексуалността е декриминализирана през 1997 г. В резултат на продължителна съдебна битка Върховният съд на Индия отсъжда през 2018 г., че криминализацията на хомосексуалността в държавата нарушава Конституцията на Индия.
Едно от обясненията за тази вълна от легални промени е повишеното внимание към човешките права и индивидуалната автономия, както и ефектът на сексуалната революция през 60-те. Тенденцията на засилено внимание спрямо правата на индивида, свързани със сексуалността, е видима по целия свят, но на някои места, като например Близкия изток, се движи по-бавно.

### Съпротивление срещу декриминализацията
Африка е единственият континент, където декриминализацията на хомосексуалността не е широкоразпространена. Една от главните причини, посочвани в защита криминализацията на хомосексуалността е “закрилата на обществения ред, морала, културата, религията и децата от империалистичните гей цели“, които се свързват с Глобалния север. Този довод изключва това, че много аборигенни африкански култури са били толеранти към хомосексуалността, а криминализацията и навлиза с британската колонизация. В Близкия изток хомосексуалността е считана за инструмент на западната доминация по същата причина.В Африка международният натиск да бъде декриминализирана хомосексуалността е със смесени резултати. В някои държави допринася към либерализация, но в други води до скептицизъм и допринася към въвеждането на още по-строги закони като вид  устояване на неоколониален натиск. Някои политици пък се целят в темата за хомосексуалността, за да отвлекат внимание от други въпроси. След деколонизацията си няколко бивши британски колонии разширяват обхвата на закони, които до момента засягат само мъжете, да криминализират еднополовата интимност и между жени. Други - особено предимно мюсюлмански държави - въвеждат нови закони срещу хомосексуалността. През 90-те в много африкански държави, където анти-хомосексуални закони са рядко прилагани на практика десетилетия наред, започва активно приложение, политизация и призиви за все по-строги наказания.

### Книги
- Asal, Victor, Sommer, Udi. Legal Path Dependence and the Long Arm of the Religious State: Sodomy Provisions and Gay Rights across Nations and over Time.   SUNY Press, 2016. ISBN 978-1-4384-6325-4.
- Claassen, Cheryl, Ammon, Laura. Religion in Sixteenth-Century Mexico: A Guide to Aztec and Catholic Beliefs and Practices.   Cambridge University Press, 2022. ISBN 978-1-316-51838-0.
- Dynes, Wayne R., Donaldson, Stephen. Homosexuality: Discrimination, Criminology, and the Law.   Garland Pub., 1992. ISBN 978-0-8153-0551-4.
- LGBT rights in Africa //  Research Handbook on Gender, Sexuality and the Law.   Edward Elgar, 2020. ISBN 9781788111157.
- Han, Enze, O'Mahoney, Joseph. British Colonialism and the Criminalization of Homosexuality: Queens, Crime and Empire.   Routledge, 2018. ISBN 978-1-351-25618-6.
- Decriminalizing Homosexuality: Gaining Rights through Sodomy Law Reform //  The Ashgate Research Companion to Lesbian and Gay Activism.   Routledge, 2015. ISBN 978-1-315-61314-7.
- Kaoma, Kapya. Christianity, Globalization, and Protective Homophobia: Democratic Contestation of Sexuality in Sub-Saharan Africa.   Springer International Publishing, 2018. ISBN 978-3-319-66341-8.
- Marhoefer, Laurie. Sex and the Weimar Republic: German Homosexual Emancipation and the Rise of the Nazis.   University of Toronto Press, 2015. ISBN 978-1-4426-1957-9.
- Historical Views of Homosexuality: Asia //  The Oxford Encyclopedia of LGBT Politics and Policy.   Oxford University Press, 2020.
- The Regulation of Male Homosexuality in Revolutionary and Napoleonic France, 1789–1815 //  Homosexuality in Modern France.   Oxford University Press, 1996. ISBN 978-0-19-509303-2.
- LGBTQI Rights in the Middle East and North Africa //  The Oxford Handbook of the Sociology of the Middle East.   Oxford University Press, 2020. ISBN 978-0-19-008748-7.
- Whisnant, Clayton J. Queer Identities and Politics in Germany: A History, 1880–1945.   Columbia University Press, 2016. ISBN 978-1-939594-10-5.

### Академични статии
- Alexander, Rustam. Soviet Legal and Criminological Debates on the Decriminalization of Homosexuality (1965–75) //  Slavic Review 77 (1).   2018. DOI:10.1017/slr.2018.9. с. 30–52.

- Arimoro, Augustine Edobor. Interrogating the Criminalisation of Same-Sex Sexual Activity: A Study of Commonwealth Africa //  Liverpool Law Review 42 (3).   2021. DOI:10.1007/s10991-021-09280-5. с. 379–399.

- Dupont, Wannes. Pas de deux, out of step: Diverging chronologies of homosexuality's (de)criminalisation in the Low Countries //  Tijdschrift voor Genderstudies 22 (4).   2019. DOI:10.5117/TVGN2019.4.001.DUPO. с. 321–338.
- Haskins, Susan. The influence of Roman laws regarding same-sex acts on homophobia in Africa //  African Human Rights Law Journal 14 (2).   2014. с. 393–411.
- Hildebrandt, Achim. Routes to decriminalization: A comparative analysis of the legalization of same-sex sexual acts //  Sexualities 17 (1–2).   2014. DOI:10.1177/1363460713511105. с. 230–253.
- Hildebrandt, Achim и др. The Missing Link? Modernization, Tolerance, and Legislation on Homosexuality //  Political Research Quarterly 72 (3).   2019. DOI:10.1177/1065912918797464. с. 539–553.
- Karimi, Ahmad и др. Dangerous positions: Male homosexuality in the new penal code of Iran //  Punishment & Society 21 (4).   2019. DOI:10.1177/1462474518787465. с. 417–434.
- Mignot, Jean-François. Decriminalizing homosexuality: A global overview since the 18th century //  Annales de démographie historique 143 (143).   2022. DOI:10.3917/adh.143.0115. с. 115–133.
- Ozsoy, Elif Ceylan. Decolonizing Decriminalization Analyses: Did the Ottomans Decriminalize Homosexuality in 1858? //  Journal of Homosexuality 68 (12).   2021. DOI:10.1080/00918369.2020.1715142. с. 1979–2002.
- Schwartz, Michael. Homosexuelle im modernen Deutschland: Eine Langzeitperspektive auf historische Transformationen //  Vierteljahrshefte für Zeitgeschichte 69 (3).   2021. DOI:10.1515/vfzg-2021-0028. с. 377–414.
- Wirtz, Andrea L. и др. Uncovering the epidemic of HIV among men who have sex with men in Central Asia //  Drug and Alcohol Dependence 132.   2013. DOI:10.1016/j.drugalcdep.2013.06.031. с. S17–S24.
- Zinn, Alexander. »Das sind Staatsfeinde« Die NS-Homosexuellenverfolgung 1933–1945 //  Bulletin des Fritz Bauer Instituts.   2020. с. 6–13.

|  | Тази страница частично или изцяло представлява превод на страницата Criminalization of homosexuality в Уикипедия на английски. Оригиналният текст, както и този превод, са защитени от Лиценза „Криейтив Комънс – Признание – Споделяне на споделеното“, а за съдържание, създадено преди юни 2009 година – от Лиценза за свободна документация на ГНУ. Прегледайте историята на редакциите на оригиналната страница, както и на преводната страница, за да видите списъка на съавторите. ВАЖНО: Този шаблон се отнася единствено до авторските права върху съдържанието на статията. Добавянето му не отменя изискването да се посочват конкретни източници на твърденията, които да бъдат благонадеждни. |